# Euoplos similaris
Euoplos similaris är en spindelart som beskrevs av William Joseph Rainbow och Robert Henry Pulleine 1918. Euoplos similaris ingår i släktet Euoplos och familjen Idiopidae.
Artens utbredningsområde är Queensland. Inga underarter finns listade i Catalogue of Life.